# Tergipedidae
Die Tergipedidae sind eine Familie kleiner Fadenschnecken in der Unterordnung der Nacktkiemer. Die ausschließlich marinen gehäuselosen Schnecken fressen vor allem Hydrozoen.

## Merkmale
Die Tergipedidae werden meist nur wenige Millimeter groß. Mit Ausnahme einiger Arten der Gattung Tenellia haben sie zwei Mundfühler, die aber kürzer als die oberhalb am Kopf sitzenden, glatten, bis zu doppelt so langen Rhinophoren sind. Der Rücken ist mit regelmäßigen Reihen oftmals nur weniger, spindel- oder keulenförmiger Cerata überzogen, in die wie bei anderen Fadenschnecken Ausläufer der Mitteldarmdrüse führen, wobei die Abschnitte derselben den Reihen der Cerata entsprechen. Die Ausläufer enden in s.g. Nesselsäcken, auch Cnidosäcke genannt, in denen die Nesselkapseln der gefressenen Nesseltiere gespeichert werden und der Verteidigung der Schnecken gegen Fressfeinde dienen.
Die Zähne der einreihigen Radula haben einen zentralen Höcker, der meist länger, manchmal aber auch kürzer als die seitlichen Zähnchen ist. Die Kiefer haben dünne, oft ungezähnelte Schneiden. Der After mündet am Rücken in der Lücke zwischen den Ceratareihen, die vom rechten bzw. linken Lappen der Mitteldarmdrüse versorgt werden.
Wie andere Fadenschnecken sind die Tergipedidae Zwitter. Ihr Penis kann mit einem röhrigen Stilett aus Chitin bewehrt sein. Sie haben einen drüsigen Samenleiter und eine akzessorische Penisdrüse mit einer eigenständigen Mündung, eine Bursa copulatrix, welche die Spermien des Geschlechtspartners aufnimmt, und eine Befruchtungskammer. Die Schnecken begatten sich gegenseitig und legen gallertige Eigelege ab, in deren durchsichtiger Hülle man die zahlreichen Eier sieht. Aus diesen schlüpfen Veliger-Larven, die sich von Plankton ernähren und nach einer längeren pelagischen Phase zu kleinen Fadenschnecken metamorphosieren.
Die Tergipedidae fressen Nesseltiere, vor allem Polypen von Hydrozoen.

## Einige Arten
Man findet Schnecken der Familie Tergipedidae in kalten, gemäßigten und warmen Meeren weltweit. In der Nordsee ist die Familie durch die Kleine Fadenschnecke (Tergipes tergipes), die Lagunen-Fadenschnecke (Tenellia adspersa) und die Blaugelbe Fadenschnecke (Cuthona caerulea) vertreten.

## Systematik
Nach Bouchet und Rocroi (2005) ist die Familie Tergipedidae eine von fünf Familien in der Überfamilie Fionoidea. Zur Familie gehören diese Gattungen:
- Catriona Winckworth, 1941
  - Catriona casha Gosliner & Griffiths, 1981[2]
  - Catriona columbiana (O’Donoghue, 1922)[2]
  - Catriona maua Marcus Ev. & Er., 1960
  - Catriona rickettsi Behrens, 1984
- Cuthona Alder & Hancock, 1855
- Guyvalvoria Vayssière, 1906
  - Guyvalvoria gruzovi Martynov, 2006
  - Guyvalvoria savinkini Martynov, 2006
- Murmania Martynov, 2006
  - Murmania antiqua Martynov, 2006
- Phestilla Bergh, 1874
  - Phestilla hakunamatata Ortea, Caballer & Espinosa, 2003
  - Phestilla lugubris (Bergh, 1870)[3]
  - Phestilla melanobrachia Bergh, 1874[4]
  - Phestilla minor Rudman, 1981[5]
  - Phestilla panamica Rudman, 1982[6]
- Precuthona Odhner, 1929
- Tenellia A. Costa, 1866
- Tergipes Cuvier, 1805
- Trinchesia Ihering, 1879
  - Trinchesia divanica Martynov, 2002
  - Trinchesia lenkae Martynov, 2002